# フェラーリ・125S
フェラーリ・125Sは、イタリアの自動車メーカー、フェラーリの名前で最初に生産されたスポーツカーである。1947年に2台が生産された。

## 概要
アルファロメオのレースチームから独立したフェラーリが、自動車メーカーとして発表した処女作。車名の"125"とはシリンダーあたりの容積125cc（124.73cc）、"S"はイタリア語のベットゥーラスポルト (vettura sport, スポーツカー) を意味する。なお、前身のアウト・アヴィオ・コストルツィオーニ（Auto Avio Costruzioni ）時代の1940年には、ミッレミリア参戦用にティーポ815を製造しており、125Sは「フェラーリの名を冠した最初のモデル」という位置づけにある。
第二次世界大戦終結後、創業者エンツォ・フェラーリの元にアルファロメオ時代のエンジニア、ジョアッキーノ・コロンボが訪れ、V型12気筒エンジンの開発を提案。エンツォもこれに同意し、1945年に製造計画が始まった。コロンボが描いた車体・エンジンの設計図をもとに、ジュセッペ・ブッソとルイジ・バッツィが開発を担当した。
1946年9月にエンジンが完成。同年12月の記者会見では125Sに加え、ロードカーの「125GT」とF1参戦用の「125F1」の製造も発表されたが、GT市販計画は実現しなかった。1947年3月12日にはボディ非架装状態で完成し、元レーサーのエンツォ自ら本社のあるマラネッロ近郊で試運転のハンドルを握った。
1947年後半、2台の125Sはレース活動を終え166にアップグレードされ、資金調達のため最初の顧客であるロシアの貴族へと売却された。
後にその166はアメリカの自動車販売会社が買収。 シリアルナンバーを調査したところ「010I」と刻印されたアルミプレートの下から「01C」と書かれた古い刻印を発見し、166にアップグレードされた125Sだということが明らかになった。
2000年代初頭にオリジナルの部品を用いて125Sとして復元。 現在はアメリカのカリフォルニア州 ロサンゼルスにあるピーターセン自動車博物館が所蔵し、展示を行っている。 フェラーリ・ミュージアムやフェラーリ美術館（ガレリア・フェラーリ）に展示されている125Sは、当時の図面を元にフェラーリが復元したレプリカである。

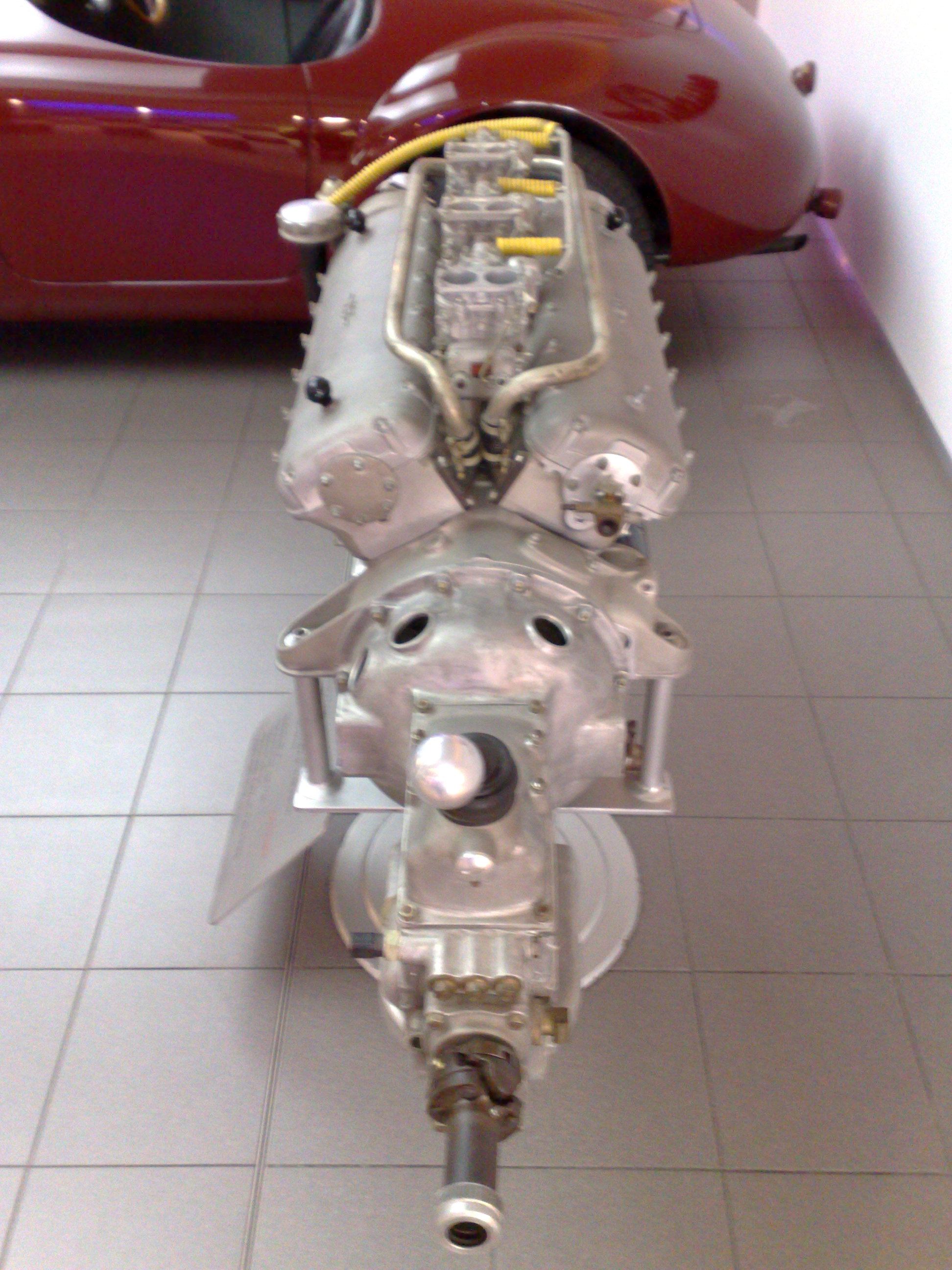
V12エンジン

## 特徴
シャーシは鋼管ラダーフレーム。製造はミラノのジルコ（Gilco ）が担当した。ボディは通称「バルケッタ」と呼ばれる2座席オープン。フェンダーのない葉巻型ボディに交換し、「125C」としてシングルシーターレースにも出場している。
ティーポ125エンジンは1.5Lながら、60度V12レイアウトを採用。ボアφ55mm×ストローク52.5mmのショートストロークタイプで、最高出力は100馬力/6,800rpm。フェラーリのV型12気筒路線の原基であり、F1バージョンでは過給式としている。

## レース活動
フェラーリのレース活動初年度はイタリアのローカルイベントに参戦。1947年5月11日、ピアチェンツァ・サーキットで行われたレースに初出場した。決勝ではフランコ・コルテーゼのドライブで残り3周までトップを走行するが、燃料ポンプの故障によりリタイア。この結果について、エンツォは「幸先の良い失敗だった」と述べている。
同年5月25日、ローマのカラカラ浴場周回コースで行われたローマGPでコルテーゼが優勝し、フェラーリのレース初勝利を達成する。年内に市街地レース12戦に出場し、6回の優勝を記録した。